# 五人掛け
五人掛け（ごにんがけ）は、五人掛かり（ごにんがかり）とも言って、相撲や柔道、合気道などで、一人の実力者に格下の者が5人で次々に挑む試合の形式。よほどの実力差がない限りできる業ではなく、多くの場合、公式の試合としてではなく一種の余興として行われる。現代の大相撲におけるアナウンスでは「五人掛かり」と呼ばれる。
たとえば相撲では、江戸時代に小野川喜三郎や雷電爲右エ門、谷風梶之助などの三役力士（大関・関脇・小結）が、本場所で二段目（現在でいう幕下）・三段目・四段目（現在でいう序二段）の力士を相手に五人掛けを行い、5人抜きを果たして1勝に代えられた例があるが、どちらも当時大関は休場するのが慣例だった千秋楽においてのものであり、やはり一種の余興であったとする見方が強い。谷風梶之助の連勝記録は一般的に63連勝とされるが、この中には五人掛けによる白星が2つ含まれている。
明治以降現代までの大相撲では本場所で見られるものではなく、花相撲で稀に見られる程度であり、受ける側は横綱または大関、挑む側は平幕5人が選ばれる。近年では2022年5月29日に、元関脇安美錦の引退相撲の興行である「安美錦引退安治川襲名披露大相撲」において、照ノ富士春雄が約4年半ぶりに格下力士（宝富士大輔、照強翔輝、翠富士一成、錦富士隆聖、熱海富士朔太郎）相手に行った。
花相撲で行われる余興としての側面が強い興行である関係上、基本的には受ける側が全勝し、挑む側が全滅する構図となっている。ただし、必ずしも受ける側が勝つことが予め決まっているわけではなく、当時66連勝中だった双葉山定次は五人掛かりで鹿嶌洋起市に敗れている。これが響いたのか、双葉山は翌場所の途中に安藝ノ海節男に敗れて69連勝でストップしている。